# 4º sen ascensor
4.º sen ascensor es una serie (Sitcom) gallega de televisión emitida en 2005, que narra las aventuras que tienen lugar en un piso de estudiantes, en una ciudad gallega sin determinar.  

## Trama
Sebastián (o "Sebas"), estudiante de medicina; Lucía, una chica inteligente y muy buena estudiante, prima de Sebas, y Fran, un vividor que se aprovecha continuamente de Sebastián. Los padres de este último viajan de vez en cuando desde su pueblo, donde viven, de visita al apartamento, renegando siempre de la vida que llevan los tres, principalmente Fran.
El trío tiene como vecinos a un vendedor de seguros y a una aspirante a artista plástica, cuya obra todo el mundo detesta. Ambos se ven envueltos en las aventuras diarias de los personajes anteriores. Es necesario hablar también del bar que todos frecuentan, en donde trabaja Lucía y que tiene como camarero a un hombre que sabe ahorrar palabras para el momento oportuno.

## Elenco
- Xulio Abonjo como Sebas
- Cristina Castaño como Lucía
- Xosé Barato como Fran
- Mónica Camaño como Ana
- Xoán Carlos Mejuto como Diego
- César Goldi como Raúl
- Laura Ponte como Maruxa
- Pepe Soto como Pedro
- Julia Gómez